# Operacja Magistrala
Magistrala – kryptonim największej operacji wojskowej przeprowadzonej przez Armię Radziecką przeciwko partyzantom (mudżahedinom) w czasie wojny w Afganistanie.

## Cele
Głównym celem operacji było odblokowanie oblężonego Chostu i drogi Gardez-Chost  –  głównej arterii (magistrali) łączącej środkowowschodni Afganistan z resztą kraju. Nie mniej ważne od militarnych były cele polityczne – aby wzmocnić swą pozycję przed odejściem Rosjan, rząd Nadżibullaha desperacko potrzebował jakiegoś poważniejszego sukcesu. Chciał również pokazać, że Kabul kontroluje całość kraju.

## Przebieg
Latem 1987 roku mudżahedini przystąpili do oblężenia miasta Chost nad granicą z Pakistanem. Do jesieni broniąca go rządowa 25 DP była zaopatrywana „mostem powietrznym”, jednak po podejściu sił partyzanckich do miejscowego lotniska i coraz częstszym używaniem przez nie Stingerów, droga ta została zagrożona. Dlatego też dowództwo 40 Armii zdecydowało się na przeprowadzenie operacji odblokowania oblężonego garnizonu. Opracowany przez sztabowców radzieckich plan przewidywał wykonanie głównego natarcia z rejonu Gardezu w kierunku wschodnim na bronioną przez mudżahedinów przełęcz Sate Kondo, przy jednoczesnych atakach wspomagających z Chostu na zachód i z Urgunu na północ. 
Do pierwszych starć doszło 19 listopada pomiędzy Gardezem a Sate Kondo. 24 listopada uderzenie w kierunku Sajed Karam przeprowadziły dwie dywizje wojsk rządowych i radziecka 56 brygada desantowo-szturmowa. Silna obrona przeciwnika i rozpoczęcie w Kabulu obrad przez afgańskie Zgromadzenie Narodowe spowodowały, że 28 listopada natarcie zostało wstrzymane. 
Podczas posiedzenia parlamentu 30 listopada, prezydent Nadżibullah wezwał mudżahedinów do zaprzestania walk i odblokowania w ciągu 20 dni drogi Gardez-Chost. Przez kolejne trzy tygodnie nie dochodziło do poważniejszych starć, co strona radziecko-rządowa wykorzystała na przerzucenie do Chostu posiłków, pewnej ilości broni i amunicji. Partyzanci rozbudowywali w tym samym czasie stanowiska ogniowe wokół Sate Kondo i drogi łączącej przełęcz z Chostem. 
15 grudnia mediacje z mudżahedinami na temat odblokowania drogi do Chostu rozpoczął d-ca sił radzieckich gen. Gromow. Po ich niepowodzeniu, 19 grudnia siły radziecko-rządowe wznowiły ofensywę. Jeszcze tego samego dnia, 900-osobowy oddział afgańskich komandosów z 37 bryg., wspierany przez pięć czołgów dotarł do podejść przełęczy Sate Kando. W odpowiedzi mudżahedini zaatakowali posterunki rządowe wokół Gardezu. 
Zgodnie z planem strony radziecko-rządowej w pierwszym etapie natarcia miano zająć wzniesienia 2714 i 3901, na których mudżahedini zorganizowali punkty kierowania ogniem artylerii. Aby uniknąć niepotrzebnych strat, wieczorem 20 grudnia w pobliżu obu wzniesień zrzucono na spadochronach 30 worków z piaskiem, co miało pozorować desant. Partyzanci otworzyli ogień w kierunku lądujących „spadochroniarzy”, co pozwoliło artylerii i lotnictwu radzieckiemu na celne uderzenia na stanowiska obrony przeciwnika. 21 grudnia lotnictwo radzieckie przeprowadziło silne naloty na pozycje mudżahedinów wokół Sate Kondo i Chostu, w których obok samolotów szturmowych, wzięły udział bombowce lotnictwa dalekiego zasięgu startujące z baz w ZSRR. 
Po zakończeniu bombardowania, do natarcia ruszyły jednostki 103 dyw. powietrznodesantowej gw., 66 wydz. bryg. piech. zmech., 108 dyw. powietrznodesantowej i 345 pułku powietrznodesantowego, które – po przełamaniu silnej obrony przeciwnika – 23 grudnia pokonały przełęcz Sate Kondo i zaczęły schodzić do doliny Dżadran. Jednocześnie na tyłach partyzantów broniących Sate Kondo została desantowana część 56 wydz. bryg. desantowo-szturmowej gw., z zadaniem przecięcia drogi odwrotu mudżahedinów do Pakistanu. Reszta brygady została przerzucona śmigłowcami do samego Chostu, aby wespół z broniącym go rządowym garnizonem uderzyć na wycofujących się partyzantów. 
Wobec zdecydowanej przewagi przeciwnika i groźby dostania się w potrzask, przywódca mudżahedinów, Dżalaluddin Hakkani podjął decyzję opuszczenia doliny Dżadran. Sytuację tę wykorzystali atakujący, którzy 29 grudnia połączyli się z oddziałami nacierającymi z Chostu i odblokowali strategiczną trasę.

## Skutki
Operacja „Magistrala” spełniła swoje doraźne cele – doprowadziła do odblokowania Chostu i przywróciła możliwość zaopatrywania i kontroli wschodniej części kraju. Kontrolę nad drogą Gardez – Chost Rosjanie utrzymali jednak zaledwie przez dwa tygodnie. Do 11 stycznia partyzanci zajęli 16 posterunków ochraniających drogę, a 19 stycznia wznowili ostrzał lotniska w Choście, do 22 stycznia wyparli Rosjan poza przełęcz Sate Kondo, a do 30 stycznia objęli kontrolą całą 90-kilometrową drogę Gardez – Chost.
W odróżnieniu od wcześniejszych operacji w Afganistanie, radzieckie mass media szeroko informowały o przebiegu działań, a w głównym wydaniu wiadomości TV – „Wriemia” niemal codziennie nadawano reportaże z pola walki oraz wywiady z gen. Gromowem i innymi wyższymi oficerami 40 Armii.
„Magistrala” była ostatnią dużą operacją Armii Radzieckiej w Afganistanie.
Za przeprowadzenie tej operacji, jej głównodowodzący ze strony radzieckiej – gen. por. Boris Gromow otrzymał tytuł Bohatera Związku Radzieckiego. W jej trakcie 103 dyw. powietrznodesantową dowodził gen. mjr Pawieł Graczow, dla którego operacja ta stała się początkiem błyskotliwej kariery.
„Była to najgłupsza i najbardziej niepotrzebna operacja spośród wszystkich działań prowadzonych w Afganistanie. Nasi ludzie opłacili krwią próżność Nadżibullacha. Operacja „Magistrala” nie przyniosła żadnej korzyści militarnej” – stwierdził w połowie lat 90. Franc Klincewicz, były oficer polityczny 345 pułku powietrznodesantowego, lider rosyjskich weteranów afgańskich.

## Jednostki biorące udział w operacji
ZSRR:
pododdziały w sile pułku:
- 108 dyw. powietrznodesantowej
- 103 dyw. powietrznodesantowej gw.
- 56 wydz. bryg. desantowo-szturmowej gw.
- 201 dyw. piech. zmech.
- 66 wydz. bryg. piech. zmech.
- 345 wydz. pułk powietrznodesnatowy

oraz batalion 191 wydz. p-ku piech. zmot.
DRA:
- pododdziały: 12, 25, 7 i 8 DP oraz 15 bryg. panc.
- 37 bryg. komandosów
- jednostki operacyjne afgańskiego MSW

Mudżahedini:
- 10 tys. dobrze uzbrojonej i wyszkolonej piechoty

## Wpływy kulturowe
Jeden z epizodów operacji – walki na wzgórzu 3234, stał się po latach kanwą do głośnego filmu rosyjskiego 9 kompania (9 rota) i gry komputerowej Prawda o diewjatoj rotie.